# Palmilla
Palmilla este un oraș și comună din provincia Colchagua, regiunea O'Higgins, Chile, cu o populație de 11.844 locuitori (2012) și o suprafață de 237,3 km2.